# ローマ (ビゼー)
『ローマ』（Roma）は、フランスの作曲家ジョルジュ・ビゼーが、イタリア留学の経験をもとに作曲した管弦楽作品。

## 概説
本作は着手から最終稿に至るまでに10年以上の時間を要し、その間に何度も改訂が行われたが、ビゼーの存命中には完全な形で演奏されることはなかった。本来4つの楽章からなる交響曲として作曲されたが、ビゼーの死後に組曲として出版され、現在では組曲『ローマ』、交響曲『ローマ』の2通りの呼称がなされている。『グローヴ音楽大事典』において「標題音楽とするのはなるほど的確だとはいえないし、抽象的な交響曲にしては構成が無頓着すぎる」と指摘されているように、形態においても交響曲と交響組曲のいくぶん中間に位置付けられている。

## 創作の背景と経緯
ビゼーは1857年にローマ大賞を獲得すると、それから2年間を無料でローマのフランス・アカデミーに留学した後、1年間ドイツに留学するよう要請された。ドイツには行かず仕舞いになったものの、ローマには1860年7月まで逗留している。パリにまっすぐ引き返す代わりにイタリア中を旅行して、1858年と1859年には行かなかった土地に向かったが、ヴェネツィア入りした頃に母親が重病であるとの知らせを受けて、直ちに帰国した。
『ローマ』は、このイタリア留学がきっかけとなって作曲された。リミニに滞在中、初めて、4つの楽章にそれぞれイタリアの別々の都市（ローマ、ヴェネツィア、フィレンツェ、ナポリ）の名を冠した『イタリア交響曲』という案を練っており、1860年8月のビゼーの書簡にその記述が見られる。この頃には初期の草稿がいくらか出来上がっていた可能性があるが、楽譜は現存していない。
1861年までに書き上げられたスケルツォ楽章「ヴェネツィア」（ローマ留学中に作曲された作品に手を加えたものと考えられている）は同年11月に非公開で初演され、2年後の1863年1月11日にジュール・パドルーの指揮によってシルク・ナポレオン（Cirque Napoléon）において公開初演が行われた。演奏は低調で、多くの聴衆は敵意に満ちた反応を示したが、1月18日に国立美術協会で行われた再演では、ずっと前向きな反応が得られた。このスケルツォ楽章は、現在でも全体の中で出来が良いと認められている。
1866年までにビゼーは全曲の初稿を書き上げたが、不満を覚えて全体の改訂に着手した。この際に変奏曲であった第1楽章は主題だけを残して全面改訂され、第3楽章には終楽章のテーマが挿入された。1868年6月に完成した第2稿は、1869年2月28日に交響的幻想曲『ローマの思い出』のタイトルで、またもやパドルーの指揮で上演された。この時はスケルツォ以外の3つの楽章が演奏され、それぞれに「オスティの森の狩」、「行列」、「ローマの謝肉祭」という標題的な題名がつけられていた。ただし、これらがビゼーによる命名かどうかは不明である。
第2稿にもビゼーは満足できず、作品にもう一度手を加えた。最終稿となる第3稿はどうやら1871年までにはビゼーの手を離れたと思われる（ビゼーが他の企画に没頭していたからである）。1875年にビゼーは36歳で早世するが、生前には最終稿による『ローマ』の全曲演奏は行われず、その初演はビゼーの死から5年経過した1880年10月、パドルーによって行われた。その際のタイトルは『ローマ - 4部からなる交響曲』とされていたが、1880年にシュダーン社から出版されるにあたり、『ローマ - 演奏会用の第3組曲』と変更された。シュダーン社は『ローマ』を、『アルルの女』第1、第2組曲につぐ第3の組曲にしようとしたものと考えられる。出版譜はおそらく1871年になされた変更を採用しており、各楽章のタイトルは「序奏とアレグロ」、「アンダンテ」、「スケルツォ」、「カーニヴァル（謝肉祭）」とされた。現在の出版譜では各楽章のタイトルは全て削除されている。

## 作品

### 評価
『ローマ』の出来栄えはひどく不揃いである。スケルツォ楽章はたいてい、活気と風雅さに満ちた最も出来の良い楽章と指摘される。両端楽章は、華やかさとアカデミックな衒学趣味とが含まれており、緩徐楽章は一般に不出来であると看做されており、時には「鈍重で退屈」とも評される。だがグスタフ・マーラーは『ローマ』を高く買っていて、1898年から1899年までのシーズンでウィーン初演を指揮し、あまつさえ1910年の演奏旅行ではアメリカ人聴衆に本作を披露している。ちなみにアメリカ初演は、1880年11月にセオドア・トマスの指揮によってメトロポリタン・コンサートホールにおいて行われた。当時の『ニューヨーク・タイムズ』紙の音楽評論担当者は、作品には多くの称賛すべき点が散見されるが、曲のまとめ方は未熟で、曲は未完成といった雰囲気がする、と述べている。
おそらくビゼーが作品に完全に満足せず、不満を漏らしていたため、しばしば未完成の音楽作品であるかのように論じられるが、作品は完成されており、オイレンブルク版では完全に譜面化されている。録音は増えつつあるが、演奏会場では滅多に取り上げられていない。

### 楽器編成
フルート2（第2はピッコロ持ち替え）、オーボエ2（第2はコーラングレ持ち替え）、クラリネット2、ファゴット2、ホルン4、トランペット2、トロンボーン3、ティンパニ、ハープ2、弦五部

### 楽曲構成
以下の4つの楽章から構成され、全曲の演奏に30分程度を要する。

#### 第1楽章
アンダンテ・トランクイロ ― アレグロ・アジタート（ハ長調）　Andante tranquillo - Allegro agitato

#### 第2楽章
「スケルツォ」アレグレット・ヴィヴァーチェ（変イ長調）　Scherzo: Allegretto vivace

#### 第3楽章
アンダンテ・モルト（ヘ長調）　Andante molto

#### 第4楽章
「終曲」アレグロ・ヴィヴァチッシモ（ハ長調）　Finale: Allegro vivacissimo

## 録音
何度か録音されており、主だった指揮者ではトマス・ビーチャムやランベルト・ガルデルリ、ルイ・フレモー、エンリケ・バティス、ミシェル・プラッソンらが取り上げてきた。
時おり終楽章のみが「謝肉祭」と題して、単独で録音されている。元々『ローマ』の終楽章はナポリを描く意向であったが、第2稿でのタイトルからしばしば「ローマの謝肉祭（フランス語: "Carnaval à Rome"）」と題されることもある。